# Фабр, Анри
Анри Фабр (фр. Henri Fabre) — французский лётчик, инженер и промышленник. Изобретатель первого успешного гидросамолёта Fabre Hydravion.

## Биография
Анри Фабр родился в знатной семье судовладельцев в городе Марсель. Он получил образование в Марсельском иезуитском коллеже, где изучал естественные науки.
Фабр интенсивно изучал конструкции самолётов и воздушных винтов. Он запатентовал систему плавучих устройств, которую использовал, когда ему удалось взлететь с поверхности лагуны Бер 28 марта 1910 года. В тот день он совершил четыре последовательных полёта, самый длинный из которых составил около 600 метров. В 1911 году он запатентовал то, что первый летал на гидросамолёте.
«Гидравион» сохранился и выставлен в Музее авиации в Париже. Вскоре с Анри Фабром связались Гленн Кертис и Габриэль Вуазен, которые использовали его изобретение для разработки собственных гидросамолетов.
Он умер в возрасте 101 года как один из последних живущих пионеров полёта человека.